# 1983 v letectví
Tento článek obsahuje seznam událostí souvisejících s letectvím, které proběhly roku 1983.

## Události

### Červenec
- 1. července – ve znovuobnoveném (poslední ročník v roce 1938) závodě o Pohár Gordona Bennetta zvítězili Poláci Stefan Makné a Ireneusz Cieślak
- 8. července – General Dynamics vyrobil 1000. kus stíhacího letounu F-16 Fighting Falcon
- 23. července – Gimli Glider („kluzák z Gimli“) – letadlo Boeing 767-200 na letu z Ottawy do Edmontonu došlo ve výšce asi 12,5 km palivo; posádka byla schopna s letadlem doplachtit na letiště a úspěšně přistát, aniž by došlo k vážnějšímu zranění.

### Září
- 1. září – Boeing 747 společnosti Korean Air (let Korean Air 007) je sestřelen sovětským záchytným stíhačem Suchoj Su-15. Všech 269 lidí na palubě zahynulo.

### Prosinec
- 9. prosince – 1000. vyrobený Boeing 737 je předán společnosti Delta Air Lines

## První lety

### Leden
- 25. ledna – Saab 340, SE-ISF

### Duben
- 9. dubna – Piper PA-48 Enforcer
- 25. dubna – Dornier Do 24TT, D-CATD

### Červen
- 20. června – de Havilland Canada Dash 8, C-GDNK

### Červenec
- 27. července – Embraer EMB 120 Brasilia, PT-ZBA

### Srpen
- 23. srpna – Boeing Skyfox
- 29. srpna – Beech Model 115 Starship

### Září
- 15. září – Agusta A129 Mangusta, MM590
- 29. září – Antonov An-74

### Listopad
- 11. listopadu – CASA CN-235